# Achaemenes intersparsus
Achaemenes intersparsus är en insektsart som beskrevs av Jacobi 1917. Achaemenes intersparsus ingår i släktet Achaemenes och familjen kilstritar.
Artens utbredningsområde är Madagaskar. Inga underarter finns listade i Catalogue of Life.